# Stan Kenton
Stan Kenton (Wichita, 15 de diciembre de 1911-Los Ángeles, 25 de agosto de 1979) fue un músico estadounidense de jazz que ejerció como director de big band, arreglista, compositor y pianista (influido por Earl Hines). Dirigió varias orquestas sumamente originales que a menudo acentuaban la emoción y la fuerza, privilegiando novedosas armonías sobre el característico swing de otras bandas, llegando a convertirse en un representante avanzado del estilo cool.

## Reseña biográfica
Con cinco años se trasladó a California para vivir durante su infancia y adolescencia en Los Ángeles. Escribe sus primeros arreglos en 1928. Kenton tocó en 1938 y 1939 en las orquestas de baile de Vido Musso y Gus Arnheim, en su ciudad y en San Francisco.
En 1941 formó su primera orquesta y grabó para el sello Decca. Aunque en esta primera orquesta no hubiese grandes artistas (el bajista Howard Rumsey y el trompetista Chico Álvarez eran lo más destacable), Kenton pasó el verano de * 1941 tocando con regularidad ante una audiencia apreciable en el Rendez-vous Ballroom en Balboa Beach. Bajo la influencia de Jimmie Lunceford (quien, como Kenton, gustaba de trompetistas y de tenores con entonación fuerte), la Orquesta de Stan Kenton después de su éxito inicial tuvo que luchar bastante. Sus grabaciones de Decca no tuvieron grandes ventas y su experiencia como banda radiofónica de Roberto Hope no fue muy feliz.
Tras cambiarse a Capitol en 1943, Kenton obtuvo su primer gran éxito con el tema "Artistry in Rhythm" que fue el comienzo de una exitosa trayectoria durante la década a base de profundizar en los instrumentos de viento, las melodías tocadas al saxo en ligado y tempos brillantes. Contó también con la colaboración de importantes cantantes como Anita O'Day y June Christy, y de arreglistas como Pete Rugolo.
En 1950 inicia una nueva etapa con su llamada orquesta de jazz progresivo, con arreglos de Bob Graettinger dentro del ámbito de la Third Stream, e inició una gira que anunciaba innovaciones para la música moderna.
A mediados de los setenta creó la Neophonic Orchestra, una formación de grandes dimensiones que interpretaba música de compositores como Friedrich Gulda y Wagner. Creó también su propio sello discográfico, Creative World.

## Selección discográfica
- 1950: Innovations in Modern Music	(Creative World)
- 1950: Stan Kenton Presents 	(Creative World)
- 1950: Artistry in Jazz: From the Creative World of Stan Kenton	 (Capitol)
- 1950: Stan Kenton & His Innovations Orchestra	(LaserLight)
- 1951: City of Glass & This Modern World	(Creative World)
- 1952: New Concepts of Artistry in Rhythm	(Capitol)
- 1953: The European Tour: * 1953 	(Artistry)
- 1955: Duet (Capitol)
- 1956: In Concert [live]	 (Vintage Jazz Classics)
- 1956: Cuban Fire!	(Creative World)
- 1961: Kenton's Christmas	 (Creative World)
- 1961: West Side Story	(Blue Note)
- 1961: Adventures in Jazz	(Blue Note)
- 1961: Merry Christmas! 	(Capitol)
- 1964: Kenton/Wagner	 (Creative World)